# Emeka Okafor
Chukwuemeka Ndubuisi "Emeka" Okafor (Houston, Texas, 28 de septiembre de 1982) es un baloncestista estadounidense que actualmente se encuentra sin equipo. Con 2,08 metros de altura juega en la posición de pívot.

## Trayectoria deportiva

### High School
En su etapa de instituto jugó con la Bellaire High School. En su última temporada con ellos, promedió unos espectaculares 22 puntos, 16 rebotes y 6 tapones, logrando estar en el punto de mira de infinidad de universidades estadounidenses, para enrolarlo en sus programas de baloncesto. Al final, Okafor se decidió por aceptar la propuesta de la Universidad de Connecticut, rechazando otras tan notables como Arkansas y Vandervilt.

### Universidad

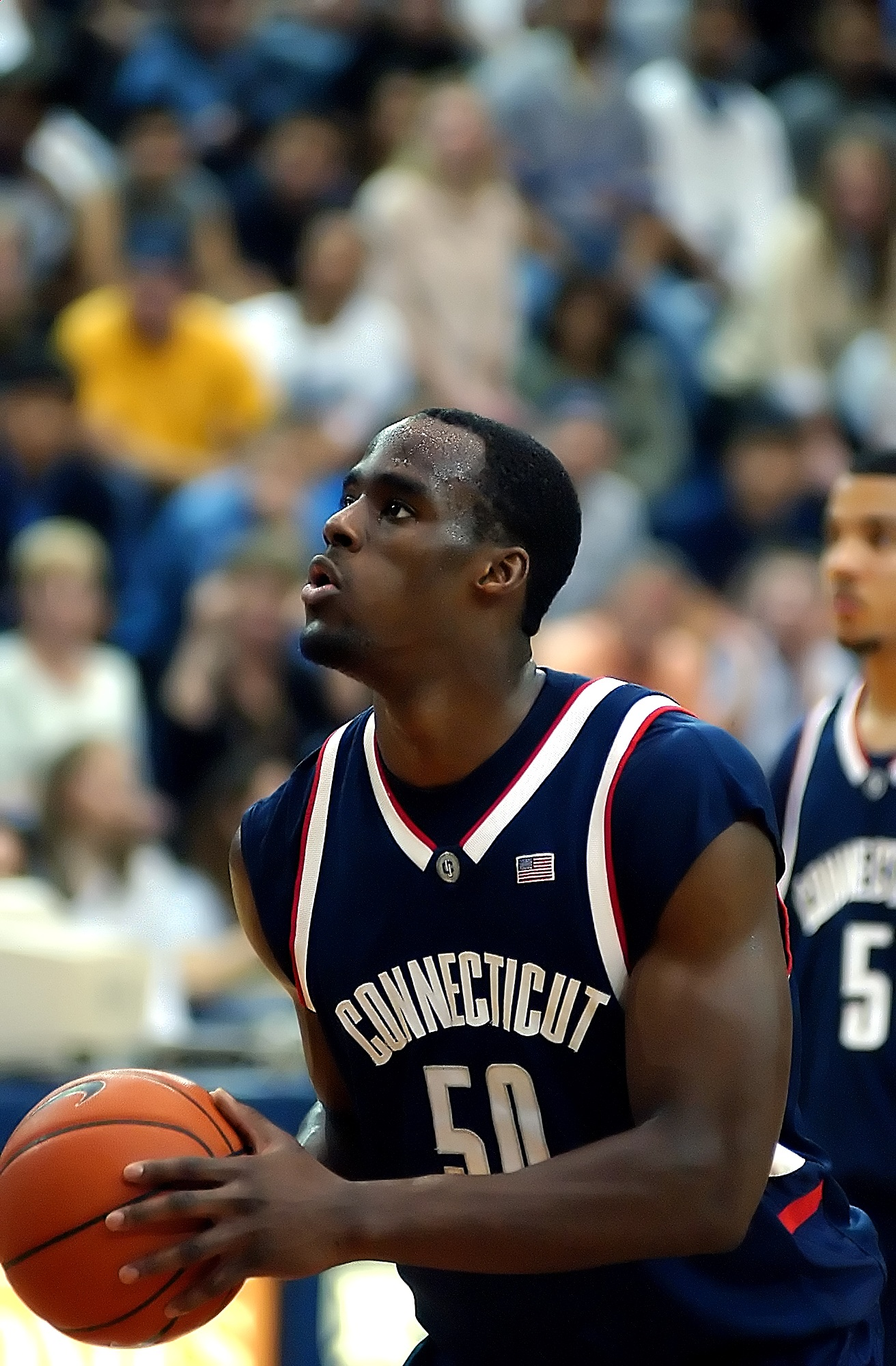
Okafor con UConn en 2004.

Okafor es bien conocido no solo por su excelente trayectoria deportiva, sino también por ser un estudiante modélico, algo muy apreciado en su país. Se hizo con el puesto titular de pívot en los Huskies, donde coincidió con otros futuros jugadores de la NBA, como Charlie Villanueva o Ben Gordon. En la temporada 2003-2004 llevó a su equipo a su segundo título de la NCAA en 6 años, siendo el máximo taponador del campeonato, y siendo nombrado Jugador con más progresión del año, y mejor defensor del país.
En febrero de 2007 su camiseta fue retirada por su universidad como homenaje a su trayectoria.

### NBA
Fue elegido por Charlotte Bobcats, una de las nuevas franquicias de la liga, en la segunda posición de la primera ronda del Draft de la NBA de 2004. Casi al mismo tiempo, aceptó ir con la selección estadounidense para disputar los Juegos Olímpicos de Atenas 2004, donde alcanzaron la medalla de bronce. No defraudó en su temporada como novato en la liga, consiguiendo unos porcentajes de 15,1 puntos y 10,9 rebotes, además de 19 dobles-dobles consecutivos entre noviembre y enero, lo que le valió el título de Rookie del año por delante de su amigo y compañero en la universidad, el escolta de los Chicago Bulls Ben Gordon. En su segunda temporada, una lesión en la rodilla apenas le dejó disputar más de 26 partidos, cortando un poco su progresión. Ya en la temporada 2006-07 volvió a sus cifras, promediando más de 15 puntos y 11 rebotes por encuentro.
El 27 de julio de 2009, fue traspasado a New Orleans Hornets a cambio de Tyson Chandler.
El 20 de junio de 2012, fue traspasado a Washington Wizards junto con Trevor Ariza a cambio de Rashard Lewis y la elección 46 del Draft de la NBA de 2012.
El 25 de octubre de 2013, Okafor fue traspasado a Phoenix Suns a cambio de Marcin Gortat, Shannon Brown, Malcolm Lee y Kendall Marshall, pero finalmente no participa de ningún partido de la temporada debido a una lesión.
Tras un largo periodo de lesiones, revive finalmente el alta médica en mayo de 2017. En septiembre fichó con los Philadelphia 76ers, pero fue despedido tras disputar la pretemporada. Ese mismo día firmó con el equipo afiliado de los Sixers en la G League, los Delaware 87ers.
El 5 de febrero de 2018, volvió a disputar minutos en la NBA después de casi 5 años. Lo hizo con New Orleans Pelicans, tras firmar un contrato de 10 días el 14 de febrero y otro contrato hasta final de temporada el día 26. Finalmente disputó 26 encuentros, y fue cortado el 19 de septiembre antes del inicio de la siguiente temporada.
Okafor firmó con los Philadelphia 76ers dos días después, el 21 de septiembre de 2018, pero fue cortado el 13 de octubre, no llegando a disputar ningún partido oficial.

### Corea
El 22 de noviembre de 2019, firmó con los Ulsan Mobis Phoebus de la KBL (la liga coreana).

## Estadísticas de su carrera en la NBA

### Temporada regular
| Año     | Equipo      | PJ  | PT  | MPP  | %TC  | %3P  | %TL  | RPP  | APP | ROB | TPP | PPP  |
| ------- | ----------- | --- | --- | ---- | ---- | ---- | ---- | ---- | --- | --- | --- | ---- |
| 2004-05 | Charlotte   | 73  | 73  | 35.6 | .447 | .000 | .609 | 10.9 | .9  | .8  | 1.7 | 15.1 |
| 2005-06 | Charlotte   | 26  | 25  | 33.6 | .415 | —    | .656 | 10.0 | 1.2 | .8  | 1.9 | 13.2 |
| 2006-07 | Charlotte   | 67  | 65  | 34.8 | .532 | —    | .593 | 11.3 | 1.2 | .9  | 2.6 | 14.4 |
| 2007-08 | Charlotte   | 82  | 82  | 33.1 | .535 | —    | .570 | 10.7 | .9  | .8  | 1.7 | 13.8 |
| 2008-09 | Charlotte   | 82  | 81  | 32.8 | .561 | —    | .593 | 10.1 | .6  | .6  | 1.7 | 13.2 |
| 2009-10 | New Orleans | 82  | 82  | 28.9 | .530 | —    | .562 | 9.0  | .7  | .7  | 1.5 | 10.4 |
| 2010-11 | New Orleans | 72  | 72  | 31.8 | .573 | .000 | .562 | 9.5  | .6  | .6  | 1.8 | 10.3 |
| 2011-12 | New Orleans | 27  | 27  | 28.9 | .533 | —    | .514 | 7.9  | .9  | .6  | 1.0 | 9.9  |
| 2012-13 | Washington  | 79  | 77  | 26.0 | .477 | —    | .571 | 8.8  | 1.2 | .6  | 1.0 | 9.7  |
| 2017-18 | New Orleans | 26  | 19  | 13.6 | .505 | —    | .818 | 4.6  | .3  | .3  | 1.0 | 4.4  |
| Total   | Total       | 616 | 603 | 30.9 | .512 | .000 | .586 | 9.7  | .8  | .7  | 1.6 | 12.0 |

### Playoffs
| Año   | Equipo      | PJ | PT | MPP  | %TC  | %3P | %TL  | RPP | APP | ROB | TPP | PPP |
| ----- | ----------- | -- | -- | ---- | ---- | --- | ---- | --- | --- | --- | --- | --- |
| 2011  | New Orleans | 6  | 6  | 31.3 | .645 | —   | .364 | 5.5 | .0  | 1.0 | 1.0 | 7.3 |
| 2018  | New Orleans | 1  | 0  | 4.0  | .000 | —   | —    | .0  | .0  | .0  | .0  | .0  |
| Total | Total       | 7  | 6  | 27.4 | .625 | —   | .364 | 4.7 | .0  | .9  | .9  | 6.3 |

## Vida personal
Okafor es hijo de inmigrantes nigerianos, pertenecientes a la tribu de los Igbo. Su primer nombre, Chukwuemeka, significa "Dios ha hecho algo grande" en idioma igbo.
Tiene dos hijos con su esposa Ilana Nunn, que es hija del árbitro de baloncesto profesional Ronnie Nunn.
Apareció en la portada del videojuego NCAA March Madness 2005 de EA Sports. También hizo un cameo en un capítulo de la segunda temporada de la serie One Tree Hill en 2004.